# Franklin Center (Chicago)
Franklin Center, dříve AT&T Corporate Center je 5. nejvyšší mrakodrap v Chicagu ve státě Illinois (USA) a 12. nejvyšší ve Spojených státech. Na výšku má 307 m a má 60 nadzemních a dvě podzemní patra. Stavba probíhala v letech 1986 – 1989 podle návrhu architektonické firmy Skidmore, Owings and Merrill. Celkově tato budova nabízí 158 000 m2 maloobchodních a kancelářských prostor.